# Derung
Derung (哈尼族 pinyin: Hānízú) er et af de mindste af de 55 offentlig anerkendte minoritetsfolk i Folkerepublikken Kina. Ifølge folketællingen i 2000 er der 7.426 af dem i Kina, hovedsagelig i det autonome amt Gongshan for derung- og nufolket i det autonome præfektur Nujiang Lisu, begge i den nordvestlige del af provinsen Yunnan.

## Ekstern henvisninger
- The Drung ethnic minority Arkiveret 19. februar 2011 hos  Wayback Machine (kinesisk regeringsside)